# سيليسيد تنغستن رباعي
 سيليسيد تنغستن رباعي  مركب كيميائي له الصيغة WSi2 ، ويكون على شكل مسحوق أزرق .